# オラヴィ・パーヴォライネン
オラヴィ・パーヴォライネン（フィンランド語: Olavi Paavolainen、1903年9月17日 - 1964年7月19日）は、フィンランド出身の作家、詩人、随筆家、ジャーナリスト。早期にはオラヴィ・ラウリ（Olavi Lauri）という筆名を使用した。パーヴォライネンはトゥレンカンタヤト（「火を運ぶ者」）という文学組織の中心的な人物であり、戦間期における文学界の世論を主導した。彼は自由派とヨーロッパ志向の文化を代表しており、新しい思想には折衷主義で臨んだ。
1920年代末、パーヴォライネンはモダニズムの思想が中心にあったエッセイを書いて、都市生活、テクノロジー、轟音のする車を賛美した。彼はイタリアの未来派詩人フィリッポ・トンマーゾ・マリネッティ（1876年 - 1944年）とフランスの小説家アンドレ・ジッド（1869年 - 1951年）に深く影響された。1929年に出版された初の単独著作現代を求めてはパーヴォライネンが1920年代に書いたエッセイ集となっている。1930年代、ヨーロッパで権威主義政権が次々と成立、それらの政権が新しい人間と新しい世界を創り出すと公約した。パーヴォライネンはこのことに関心を寄せ、1936年にナチス・ドイツを、1937年に南アメリカを訪れた後、「暗闇への逃走」（Pako pimeyteen）として知られた三部作、すなわち1936年の第三帝国のゲストとして、1937年の「出発と魅力」（Lähtö ja loitsu）、1938年の「十字と卍字」（Risti ja hakaristi）というエッセイ風の著作を出版した。この三部作のテーマは、彼の現代社会を飲み込んだ政治と文化の変動である。パーヴォライネンは1939年のソビエト連邦訪問についての著作も出版しようとしたが、第二次世界大戦の勃発により中止となった。最後の著作である1946年の荘厳なモノローグはフィンランド軍に従軍していた1941年から1944年までの時期に書いた日記に基づくものとなっている。

## 初期の経歴
オラヴィ・パーヴォライネンは1903年、フィンランド大公国カルヤラ州のキヴェンナパで生まれた。公務員と兵士の家系に生まれ、父のペッカ・パーヴォライネンは弁護士で代議士であり、母の名前はアリス・ラウラまたはロフグレン（Alice Laura (Löfgrén)）である。1914年にヘルシンキに転居、12歳のときには詩を書き始めた。1921年から1925年までヘルシンキ大学で美学と文学を学んだが、卒業しなかった。大学在学中には評論と詩を出版するようになった。
1924年に初の著作を出版した若い詩人カトリ・ヴァラはパーヴォライネンが文学の道を選んだのに重要な役割を果たした。同年、パーヴォライネンはオラヴィ・ラウリという筆名で「若い詩人I」（Nuoret runoilijat I）というアンソロジーに寄稿、その後もその筆名をしばらく使用した。この時期、パーヴォライネンはヌーディズムに興味を持ち、18世紀のノアイユ伯爵夫人の著作が自身の成長に重要であると考えた。彼はヴァラへの手紙で上品なスーツへの興味を表現、ダンディのように振舞った。しかし彼は異性愛であり、特に年上で権勢ある女性に興味を持った。友人に極右のラプア運動と関係のあるミンナ・クラウチェルがいたが、クラウチェルは1932年に殺害された。またパーヴォライネンは晩年にはフィンランド共産党の政治家ヘルッタ・クーシネンとも親しくした。ほかにも第二次世界大戦期には作家のヘルヴィ・ハマライネンとの関係がパーヴォライネンの支えとなり、ハマライネンは小説の上品な悲劇（1941年）と「失われた庭園」（Kadotettu puutarha、1995年）でパーヴォライネンをナルシストのアルトゥル（Artur）というキャラで登場させた。

## 随筆家と詩人として

### 1920年代末

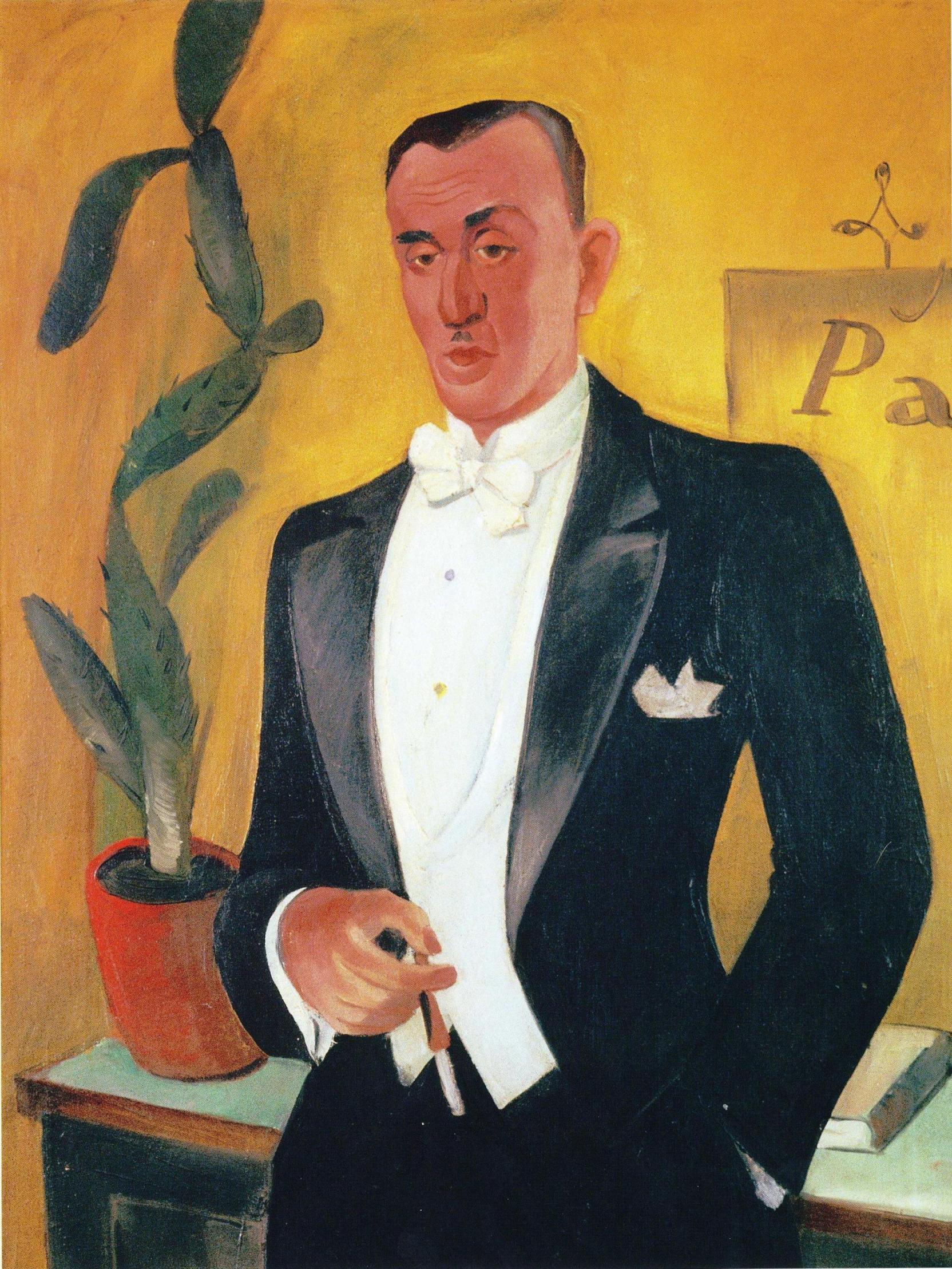
オラヴィ・パーヴォライネン、ヴァイノ・クンナス作、1928年。

1927年、パーヴォライネンはパリを訪れ、そのときに得た印象を書いてウルホ・ケッコネンが編集長を務めるユリオッパイラスレヘティ雑誌に寄稿した。パーヴォライネンの初著作でミカ・ワルタリとの共作であるヴァルタティエト（「ハイウェイ」）は機械的なロマン主義の若々しい表現であり、1928年に出版された。この詩集の中で、詩人は赤いフィアット車でヨーロッパ諸国を駆け巡り、やがて車はサハラ砂漠で爆発して星になった。
フィリッポ・トンマーゾ・マリネッティの自動車主義と未来主義から着想したヴァルタティエトに続き、パーヴォライネンは1929年に第一次世界大戦戦後のヨーロッパの現代化を主に扱ったエッセイ集現代を探してを出版した。彼は同時期の1928年から1929年までフィンランド軍に従軍した。作家のペンッティ・ハーンパーが1928年の著作野原と兵舎で軍を批判すると、パーヴォライネンはその軍人生活に対する観点を悪意的で誇張されているとこき下ろした。

### 1930年代
1930年、パーヴォライネンは短期間トゥレンカンタヤト雑誌の編集者を務めたが、彼は財政難に陥り、フリーランサーとして定期的な収入もなかった。さらに、1930年代の保守的な雰囲気の中で孤独を感じていた。彼は1932年にイングランドを訪れたが、出版社が期待した紀行を書くだけの気力もなかった。1930年に父が死去、パーヴォライネンはエディプスコンプレックスのような夢を見るようになり、ジークムント・フロイトを信奉するようになった。
1930年代初期、パーヴォライネンはフィンランドが政治と経済的に後進国であると感じ、「速度、機械化、コスモポリタニズム、集団主義、そしてヨーロッパの経験の新時代」が来たと宣言した。彼は1932年に次の著作で詩集のKeulakuvat（「表看板」）、続いて子供部屋の大掃除を出版した。
パーヴォライネンは1933年から1934年までヘルシンキの広告代理店で働いた後、1935年にトゥルクに移って服の会社の宣伝部長になった。この間にも優雅なファッションに興味を持ち続けた。彼は1935年秋に職を辞してヘルシンキに戻ったが、今度は就職しなかった。1936年にナチス・ドイツを訪れてニュルンベルク党大会に立ち会った。この旅の紀行文である第三帝国のゲストとしてはパーヴォライネンのナチズムに対する魅惑的、および批判的な印象を同時に示した。
| 「 | On vanha totuus, että uskonkiihko ei siedä leikinlaskua. Nuoret natsit, jotka tavallisissa oloissa olivat niin iloisia, välittömiä ja suuria humoristeja, muuttuivat haudanvakaviksi kuin katujamunkit puheen kääntyessä kansallissosialistisiin uskonkappaleisiin.（第三帝国のゲストとしてより） | 」 |

パーヴォライネンはドイツに滞在する間、ナチス・ドイツの政治家、作家、若いファン、知識階級などに会い、ヨーゼフ・ゲッベルスなどナチス党の大物が演説したイベントに出席した。これらの体験は「第三帝国のゲストとして」で下記のように記述されている。
| 「 | この小さな男は神経と脳が全てだ - 心と霊魂がない。彼の虚栄心は明らかだ。 | 」 |

「第三帝国のゲストとして」は大成功を収めたが、1936年12月に出版されたときは曖昧とみなされて広く議論された。
グンメルス出版社の資金援助により、パーヴォライネンは1937年に南アメリカを訪れることができた。彼はブラジル、アルゼンチン、パラグアイに行き、その体験を「出発と魅力」（Lähtö ja loitsu）と「十字と卍字」（Risti ja hakaristi）で記述した。1939年、彼は冬戦争の直前にソビエト連邦を訪れ、ヨーゼフ・スターリンの都市現代主義を崇拝した。
1930年代末、パーヴォライネンは作家のヘルヴィ・ハマライネンと親しくなったが、パーヴォライネンが後に彼女は「わたしを見捨てる勇気がある」唯一の女性と言ったように、2人は1941年にわかれた。

### 1940年代
第二次世界大戦中、パーヴォライネンは司令部の情報部門で働いた。冬戦争が勃発した後は歩兵将軍の副官としてフィンランド東部のミッケリに配属された。彼は1944年にヴィエノラを訪れたが、子供時代を過ごした家と有名な「ヤシの木の部屋」が破壊されていた。彼が出生地を見たのはこれで最後である。1946年、パーヴォライネンは大戦期の日記を荘厳なモノローグとして出版したが、ソ連とフィンランド間の戦争を批判、戦争の初期に敗北を予想したと取られたことからフィンランド国内で攻撃を受けた。パーヴォライネンは1940年から1941年までの間にはドイツの勝利を予想、ナチス・ドイツにインスパイアされたフィンランド国家社会主義労働者連合（SKT）と連絡していたが、戦況が不利になると、フィンランドのドイツとの同盟に保留意見を持つようになった。「荘厳なモノローグ」がフィンランドで大きく批判されたことにより、パーヴォライネンの作家生涯は実質的には終結した。
1945年、パーヴォライネンは詩人のシルッカ＝リーサ・ヴィルタモ（Sirkka-Liisa Virtamo）と結婚したが、8年後の1953年に離婚した。

## 1947年の方向転換

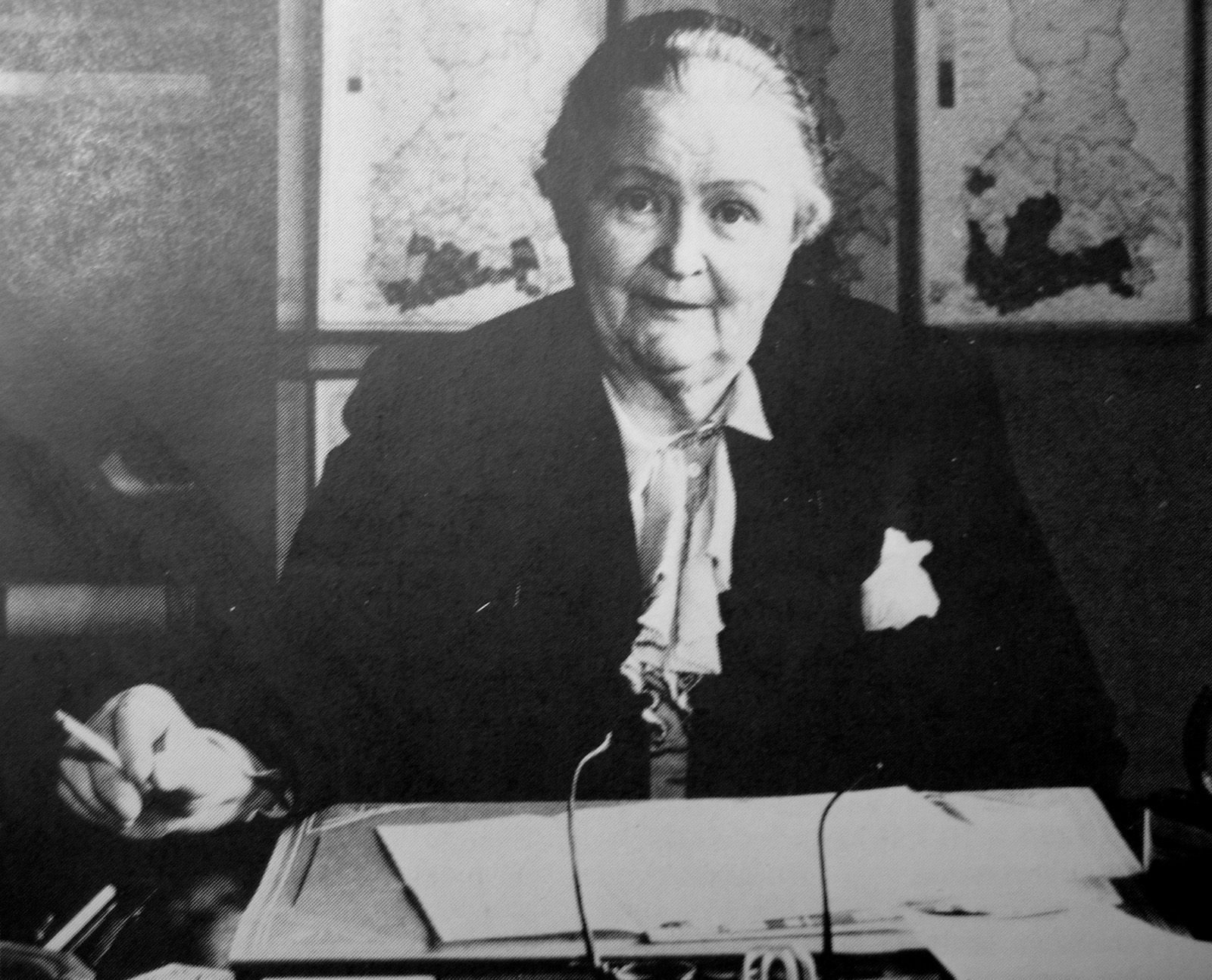
1947年にパーヴォライネンをフィンランド国営放送の映画部門の監督に任命した作家ヘッラ・ヴオリヨキ

1947年、パーヴォライネンは友人のヘッラ・ヴオリヨキにより、フィンランド国営放送の映画部門の監督に任命した。ヴオリヨキは1949年に罷免された。パーヴォライネンはしぶしぶ職を引き受けたが、彼が監督の座にいた時期の放送劇は人気になった。1950年代中期から末期にかけて、パーヴォライネンはソ連共産党の首脳部の1人オットー・クーシネンの娘で政治家・国会議員のヘルッタ・クーシネンと親しくなった。

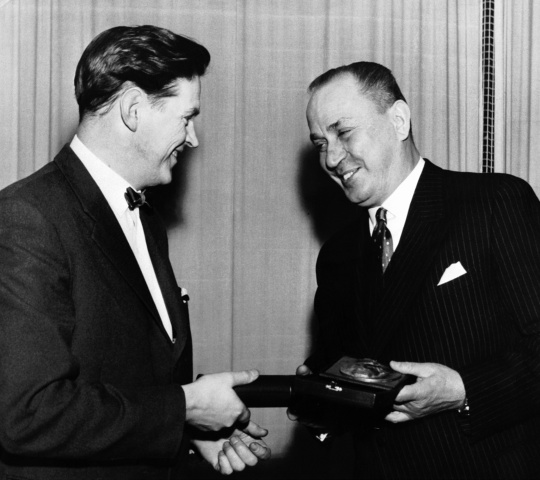
1962年のパーヴォライネン（右）

パーヴォライネンは晩年には常に疲れたと愚痴をこぼしては大酒を飲んだ。時には出勤すらせず、郷愁的にトゥレンカンタヤトの歴史を書こうとした。1960年には切望したエイノ・レイノ賞をウルホ・ケッコネン大統領から授与された。ケッコネンはパーヴォライネンを称えつつ彼を「忘却に押し込まれた男」と称した。
オラヴィ・パーヴォライネンはアルコール依存症により、1964年7月19日にヘルシンキのキヴェラ病院（Kivelä）で死去、ヒエタニエミ墓地で埋葬された。

## 死後
1974年、パーヴォライネンの友人マッティ・クリエンサーリは彼の一生を鮮明に記録した伝記を発表した。この出版はパーヴォライネンの相続人たちから強く反対され、クリエンサーリが疲弊してあやうく出版を取りやめたほどであった。1991年にはヤーッコ・パーヴォライネンによる伝記が出版されたが、今度は広く歓迎されて、パーヴォライネンの若年期について新しい情報を提供した。また、2014年秋にはパヌ・ラヤラとハンヌ・カレヴィ・リーコネンがそれぞれパーヴォライネンの伝記を出版した。ラヤラの伝記がパーヴォライネンの女性関係を重視した一方、りーこねんはパーヴォライネンの著作に注目して人物像を描いた。

## 著作
- ヴァルタティエト（フィンランド語版）, 1928（ミカ・ワルタリと共作）
- 現代を求めて（フィンランド語版）, 1929
- Keulakuvat（「表看板」）, 1932
- 子供部屋の大掃除（フィンランド語版）, 1932
- 第三帝国のゲストとして（英語版）, 1936
- Lähtö ja loitsu（「出発と魅力」）, 1937
- Risti ja hakaristi（「十字と卍字」）, 1938
- Karjala - Muistojen maa, 1940（編集者として）
- Rakas entinen Karjala, 1942（編集者として）
- 荘厳なモノローグ（フィンランド語版）, 1946